# آخي راهاف (1977)
آخي راهاف (بالعبرية: אח"י רהב، راحاب)(1) كانت آخر وثالث غواصة إسرائيلية من فئة غال. بنتها شركة فيكرز البريطانية استناداً إلى الغواصة تايب 206. خدمت ثلاث غواصات من هذه الفئة، آخي غال وآخي تانين وآخي راهاف في البحرية الإسرائيلية خلال فترة السبعينيات والثمانينيات والتسعينيات من القرن العشرين. سبقت الغواصة آخي راهاف من فئة غال غواصة تحمل نفس الاسم، كانت في الأصل الغواصة البريطانية إتش إم إس سانغوين من فئة إس، وكانت ضمن أول غواصتين تخدمان في البحرية الإسرائيلية في 1958 حتى خروجهما من الخدمة في نهاية الستينيات. حملت غواصة ثالثة نفس الاسم من فئة دولفين في 2013.

## تاريخها
بُنيت غواصة آخي راهاف في أحواض شركة فيكرز لبناء السفن في بارو إن فورنيس، إنجلترا. وفقاً لتصميم ألماني كان يعتمد إلى حد كبير على الغواصة الألمانية تايب 206. وصلت آخي راهاف بقيادة الرائد أميرام عينات إلى ميناء حيفا في 11 ديسمبر 1977. قاد الغواصة لاحقاً الرائد تسفيكا مور والرائد ديفيد روتنبرغ. شاركت آخي راهاف بقيادة الرائد حاييم كفير في حرب لبنان 1982 من خلال عمليات الإنزال البحري والمهام الاستخباراتية وتوجيه القوات.
خرجت آخي راهاف من الخدمة في 1997 وفُككت للخردة.

## الملاحظات
1. «راحاب» أو «رَهَبَ» هو وحش بحري إسطوري ورد في الأساطير العبرية.

## وصلات خارجية
- רמי אנטיאן ודני דותן,	מסע הקסם המסתורי - הצוללת אח"י רהב, 'בין גלים' יוני, 1978 עמ'	8, 12.